# Église Sainte-Catherine de Tadenje
Pour les articles homonymes, voir Église Sainte-Catherine.
L'église Sainte-Catherine de Tadenje (en serbe cyrillique : Црква Свете Катарине у Тадењима ; en serbe latin : Crkva Svete Katarine u Tadenjima) est une église orthodoxe serbe située à Tadenje, sur le territoire de la ville de Kraljevo et dans le district de Raška en Serbie. Elle est inscrite sur la liste des monuments culturels protégés de la république de Serbie (identifiant no SK 1077),,.

## Présentation
L'église, aujourd'hui en ruines, est située dans le cimetière du hameau de Kosurići, à environ 8 km au sud du monastère de Studenica ; par son mode de construction et son apparence générale, elle peut être datée de la première moitié du XVIIe siècle.
De dimension modeste, elle est construite en grès et elle se compose d'une nef unique prolongée par une abside demi-circulaire ; la zone de l'autel est flanquée de deux chapelles rectangulaires, l'une pour le diakonikon, l'autre pour la proscomidie. Elle était dotée d'une voûte en demi-berceau qui portait un toit à pignon recouvert de dalles de pierre. Des pierres tombales ont été utilisées comme pavement.